# Leckner Ach
Die Leckner Ach, auch Lecknerbach genannt, ist ein 9 Kilometer langer und rechter Zufluss der Bolgenach, der durch den bayerischen Landkreis Oberallgäu und dem Vorarlberger Bezirk Bregenz verläuft.

## Geographie

### Verlauf
Die Leckner Ach entspringt auf deutschem Gebiet südlich des Hochgrats in der Nähe der Berggund-Alm, ihr höchstgelegener Quellbach kommt vom Nordwesthang des Girenkopfs. Danach fließt sie durch den Langentobel Richtung Westen nach Österreich, kurz davor nimmt sie noch von rechts den wenig kürzeren Obergelchenwanger Tobelbach auf. Bei der Vorderen Schneiderbach-Alm bildet sie den kleinen Leckner See, in welchem sich große Laichkraut- und Schnabel-Seggen-Bestände befinden. Danach führt ihr Weg nach Südwesten, wo sie schließlich bei Wanne östlich von Hittisau in die Bolgenach mündet.
Das Tal der Leckner Ach ist das Lecknertal, es trennt die westliche Hochgratkette und den westlichen Siplingerkopf-Schichtkamm.

### Zuflüsse
- Langtobel(bach) (rechts), 1,7 km[1]
- Berggundbach (rechts), 2,0 km[1]
- Obergelchenwanger Tobelbach (rechts), 2,7 km[1]
- Äuelebach (links), 2,2 km
- Hinterschneidebach (rechts), 0,6 km
- Rohnentobelbach (rechts), 1,7 km
- Koppachgraben (links), 1,4 km
- Supperskoppachgraben (links), 0,8 km
- Rappenlochgraben (links), 1,0 km
- Plattentobelbach (rechts), 1,8 km
- Schwarzenbergertobelbach (rechts), 1,4 km
- Urschlabodentobelbach (rechts), 1,5 km
- Pfaffenlochgraben (links), 0,6 km
- Ochsentobelbach (links), 1,9 km
- Drisgschwendtobelbach (links), 2,1 km

## Flora
Am Lecknersee wachsen als regionale Besonderheit Laichkraut und Schnabelseggen.